# No Angels
No Angels és un grup de música Pop d'Alemanya, país que representà al Festival d'Eurovisió de 2008, i considerada la "banda musical femenina que més ha venut de la història".

## Membres
- Nadja Benaissa (26 d'abril de 1982 a Frankfurt del Main)
- Ludmilla "Lucy" Diakovska (2 d'abril de 1976 a Pleven, Bulgària)
- Sandy Mölling (27 d'abril de 1981 a Wuppertal)
- Jessica Wahls (1 de febrer de 1977 a Frankfurt del Main)

## Discografia

### Albums
- Elle'ments (2001)
- Now ... Us! (2002)
- When the Angels Swing (2002)
- Pure (2003)
- The Best of No Angels (2003)
- Acoustic Angels (2004)
- Destiny (2007)
- The Very Best of No Angels (2008)
- Welcome To The Dance (2009)

### Singles
| 2001 | "Daylight in Your Eyes"              | Elle'ments                          | 1  | 1  | 1  | 1 |
| 2001 | "Rivers of Joy"                      | Elle'ments                          | 7  | 11 | 10 | - |
| 2001 | "There Must Be an Angel"             | Elle'ments                          | 1  | 1  | 2  | 1 |
| 2001 | "When the Angels Sing/Atlantis 2001" | Elle'ments / Now ... Us!            | 5  | 5  | 16 | - |
| 2002 | "Something about Us"                 | Now ... Us!                         | 1  | 1  | 11 | - |
| 2002 | "Still in Love with You"             | Now ... Us!                         | 2  | 4  | 10 | - |
| 2002 | "Let's Go to Bed"                    | Now ... Us!                         | 12 | 46 | -  | - |
| 2002 | "All Cried out"                      | Now ... Us! / When the Angels Swing | 18 | 23 | 56 | - |
| 2003 | "No Angel (It's All in Your Mind)"   | Pure                                | 1  | 10 | 46 | - |
| 2003 | "Someday"                            | Pure                                | 5  | 16 | 36 | - |
| 2003 | "Feelgood Lies"                      | Pure                                | 3  | 12 | 29 | - |
| 2003 | "Reason"                             | The Best of No Angels               | 9  | 12 | 28 | - |
| 2007 | "Goodbye to Yesterday"               | Destiny                             | 4  | 21 | 16 | - |
| 2007 | "Maybe"                              | Destiny                             | 36 | 62 | -  | - |
| 2007 | "Amaze me/Teardrops"                 | Destiny                             | 25 | -  | -  | - |
| 2008 | "Disappear"                          | Destiny Reloaded                    | 4  | 37 | 96 | - |
| 2009 | "One Life"                           | Welcome To The Dance                | 15 | 29 | -  | - |